# Reading FC (rezerva a akademie)
Reading FC Under-21s je rezervní tým anglického klubu Reading FC. Rezerva hraje ligovou sezónu v Premier League do 21 let, což je nejvyšší liga v Anglii pro tuto věkovou kategorii. Trenérem je Martin Kuhl.
Akademie Readingu FC je výběr hráčů Readingu FC do 18 a méně let. Akademie působí v Premier League do 18 let a v FA Youth Cupu. Trenérem akademií je Eamonn Dolan.

## Sestava U21
Aktuální k datu: 16. březen 2016
| Číslo |         | Pozice | Hráč                    |
| ----- | ------- | ------ | ----------------------- |
| —     | Anglie  | B      | Lewis Ward              |
| —     | Anglie  | B      | Stuart Moore            |
| —     | Skotsko | O      | Zak Jules               |
| —     | Anglie  | O      | Niall Keown             |
| —     | Irsko   | O      | Shane Griffin           |
| —     | Anglie  | O      | Tennai Watson           |
| —     | Island  | Z      | Tómas Ingi Urbancic     |
| —     | Island  | Z      | Samúel Kári Fridjónsson |
| —     | Anglie  | Z      | Aaron Kuhl              |
| —     | Irsko   | Z      | Conor Shaughnessy       |

| Číslo |                     | Pozice | Hráč               |
| ----- | ------------------- | ------ | ------------------ |
| —     | Anglie              | Z      | Andy Rinomhota     |
| —     | Anglie              | Z      | Liam Kelly         |
| —     | Anglie              | Z      | Nana Owusu         |
| —     | Skotsko             | Z      | Jake Sheppard      |
| —     | Anglie              | Ú      | Hammad Lawal       |
| —     | Bosna a Hercegovina | Ú      | Seid Behram        |
| —     | Portugalsko         | Ú      | Lisandro Semedo    |
| —     | Skotsko             | Ú      | Harry Cardwell     |
| —     | USA                 | Ú      | Andrija Novakovich |

## Sestava U18
Aktuální k datu: 16. březen 2016
| Číslo |         | Pozice | Hráč                 |
| ----- | ------- | ------ | -------------------- |
| —     | Anglie  | B      | Luke Southwood       |
| —     | Anglie  | B      | Joe Tupper           |
| —     | Anglie  | O      | Marc Ethelston       |
| —     | Anglie  | O      | Tom Holmes           |
| —     | Anglie  | O      | Teddy Howe           |
| —     | Anglie  | O      | Ethan Coleman        |
| —     | Island  | O      | Axel Óskar Andrésson |
| —     | Skotsko | O      | Tom McIntyre         |
| —     | Anglie  | O      | Gabriel Osho         |
| —     | Island  | O      | Sindri Scheving      |

| Číslo |        | Pozice | Hráč             |
| ----- | ------ | ------ | ---------------- |
| —     | Anglie | O      | Omar Richards    |
| —     | Anglie | O      | Daniel Akinwumni |
| —     | Anglie | Z      | Josh Chatee      |
| —     | Anglie | Z      | Harrison Bennett |
| —     | Anglie | Z      | Lewis Collins    |
| —     | Anglie | Z      | Ryan East        |
| —     | Anglie | Ú      | Tyler Frost      |
| —     | Anglie | Ú      | Danny Loader     |
| —     | Irsko  | Ú      | Conor Davis      |
| —     | Anglie | Ú      | Sam Smith        |

## Úspěchy
- The Football Combination ( 2× )
  - 2003/04, 2008/09
- Premier Reserve League ( 1× )
  - 2006/07
- Under-21 Premier League Cup ( 1× )
  - 2013/14
- Premier League do 18 let ( 1× )
  - 2012/13